# Nathalie Cox
Nathalie Cox es una actriz y modelo británica, también conocida como Natalie Cox. Es reconocida por su papel de Juno Eclipse en el videojuego Star Wars: The Force Unleashed y su secuela, al igual que por su rol en la película de Ridley Scott Kingdom of Heaven.

## videojuegos
Nathalie Cox fue nominada al premio National Academy of Video Game Trade Reviewers (NAVGTR) por mejor rol de reparto en "Star Wars The Force Unleashed".
- Ryse: Son of Rome (2013) (Summer)
- Star Wars: The Force Unleashed II (2010) (Juno Eclipse)
- Star Wars The Force Unleashed (2008) (Juno Eclipse)

## Filmografía
- Kingdom of Heaven - (2005)
- Waking the Dead - (Episodio: "Cold Fusion") - (2005)
- The Vicar of Dibley - (Episodio: "Happy New Year") - (2005)
- The IT Crowd - Julie - (2006)
- Jumper - (2008)
- Exam -  "Blonde" (2009)
- Midsomer Murders - (Episodio: "The Creeper") - (2009)
- Clash of the Titans - (2010)
- The Double - Jack's Wife - (2013)
- Waterloo Road - DI Murray - (2014)
- Miss Willoughby y la librería encantada - (2022)